# Paragomphus abnormis
Paragomphus abnormis är en trollsländeart som först beskrevs av Karsch 1890.  Paragomphus abnormis ingår i släktet Paragomphus och familjen flodtrollsländor. IUCN kategoriserar arten globalt som livskraftig. Inga underarter finns listade i Catalogue of Life.